# Benz Bz.III
Benz Bz.III byl šestiválcový  vodou chlazený letecký stojatý řadový motor, vyráběný německou firmou Benz & Cie. od roku 1914. Jeho výkon byl 150 k (110 kW) při 1400 ot/min. Další výkonnější typy s výkonem v kategorii do 200 koní firma vyráběla pod označením Benz Bz.IIIa a Benz Bz.IIIb (osmiválec).